# جایزه نوبل ادبیات ۲۰۲۵
جایزه نوبل ادبیات ۲۰۲۵ یک جایزه ادبی بین‌المللی است که طبق وصیت‌نامه آلفرد نوبل تأسیس شده است این جایزه توسط آکادمی سوئد در استکهلم، سوئد، در تاریخ ۹ اکتبر ۲۰۲۵ اعلام و در ۱۰ دسامبر ۲۰۲۵ اهدا خواهد شد.

## اعضای کمیته
کمیته نوبل ۲۰۲۵ متشکل از اعضای زیر است:
| اعضای کمیته |       |                               |       |                        |                             |
| شماره صندلی | تصویر | نام                           | منتخب | موقعیت                 | حرفه                        |
| ۴           |       | آندرش اولسون، (متولد ۱۹۴۹)    | ۲۰۰۸  | رئیس کمیته             | منتقد ادبی، مورخ ادبی       |
| ۱۱          |       | متس مالم، (متولد ۱۹۶۴)        | ۲۰۱۸  | عضو وابسته، دبیر دائمی | مترجم، مورخ ادبی، ویراستار  |
| ۹           |       | الن متسون، (متولد ۱۹۶۳)       | ۲۰۱۹  | عضو                    | رمان‌نویس، مقاله‌نویس         |
| ۱۴          |       | استیو سم-سندبرگ، (متولد ۱۹۵۸) | ۲۰۲۱  | عضو                    | روزنامه‌نگار، نویسنده، مترجم |
| ۱۳          |       | آن سوارد، (متولد ۱۹۶۹)        | ۲۰۱۹  | عضو                    | رمان‌نویس                    |
| ۱۶          |       | آنا-کارین پالم، (متولد ۱۹۶۱)  | ۲۰۲۳  | عضو وابسته             | رمان‌نویس، نویسنده فرهنگی    |